# La matemática del espejo
La matemática del espejo és un programa de televisió d'Espanya emès per la cadena pública La 2 de TVE, amb presentació del periodista Carlos del Amor. Es va estrenar el 14 d'octubre de 2021.

## Format
Respon al format clàssic d'entrevista en profunditat abordant no sols facetes professionals de l'entrevistat, sinó també aspectes de la seva vida personal, reflexions, inquietuds, aspiracions, etc. Els entrevistats són personatges rellevants del món de la cultura, art o esport en Espanya.

## Llista de programes
| Data       | Número | Entrevistat          | Share | Núm. d'espectadors |
| ---------- | ------ | -------------------- | ----- | ------------------ |
| 15/10/2021 | 1      | Candela Peña         | 3'97% | 477.000            |
| 21/10/2021 | 2      | Teresa Perales       | 2'66% | 321.000            |
| 28/10/2021 | 3      | Dani Martin          | 3,1%  | 383.380            |
| 04/11/2021 | 4      | José María García    | 3,28% | 398.230            |
| 11/11/2021 | 5      | Javier Cercas        | 1,73% | 212.720            |
| 18/11/2021 | 6      | Diego González Rivas | 3,15% | 383.470            |
| 25/11/2021 | 7      | Juan Antonio Bayona  | 1,1%  | 140.280            |
| 02/12/2021 | 8      | Rosa Maria Calaf     | 2,9%  | 361.520            |
| 09/12/2021 | 9      | Palomo Spain         | 2,47% | 312.290            |
| 16/12/2021 | 10     | José Sacristán       | 2,63% | 323.990            |